# فرودگاه لا کولوما
فرودگاه لا کولوما  (به انگلیسی: La Coloma Airport) (به زبان بومی: Aeropuerto "La Coloma") یک فرودگاه همگانی با کد یاتا LCL است که یک باند فرود آسفالت دارد و طول باند آن ۲۰۰۰ متر است. این فرودگاه در کشور کوبا قرار دارد و در ارتفاع ۴۰ متری از سطح دریا واقع شده است.